# Rhipidura leucophrys
El abanico lavandera
(Rhipidura leucophrys) es una especie de ave paseriforme de la familia Rhipiduridae nativa de Australia, Nueva Guinea, las Islas Salomón, el archipiélago Bismarck, y el este de Indonesia. Es una ave muy común dentro de su área de distribución, viviendo en la mayoría de los hábitats exceptuando los bosques densos. Mide de 19,0 a 21,5 cm de largo.